# Tortula diaguita
Tortula diaguita là một loài Rêu trong họ Pottiaceae. Loài này được (R.H. Zander & Mahu) Cano & M. T. Gallego mô tả khoa học đầu tiên năm 2008.